# 62-я стрелковая дивизия (3-го формирования)
62-я стрелковая Борисовская Краснознамённая орденов Суворова, Кутузова и Трудового Красного Знамени дивизия — стрелковое формирование (соединение, стрелковая дивизия) РККА Вооружённых Сил Союза Советских Социалистических Республик.
В составе действующей Красной армии в периоды с 12 июля 1943 года по 1 апреля 1945 года, и с 21 апреля по 11 мая 1945 года. Наименования стрелкового формирования:
- действительные:
  - полное — 62-я Борисовская Краснознамённая орденов Суворова Кутузова и Трудового Красного Знамени стрелковая дивизия;
  - укороченное — 62-я стрелковая дивизия;
  - сокращённое — 62 сд.
- условные:
  - полное — Войсковая часть № ?????.

## История
Дивизия стрелков сформирована весной 1943 года на базе 44-й отдельной стрелковой бригады как 62-я стрелковая дивизия третьего формирования, пополнившись курсантами Владимирского военного пехотного училища. Располагалась в районе станции Суходрев и Детчино (Калужская область).
В действующей армии дважды:
- с 12 июля 1943 года по 1 апреля 1945 года;
- с 21 апреля по 11 мая 1945 года.

### Боевой путь

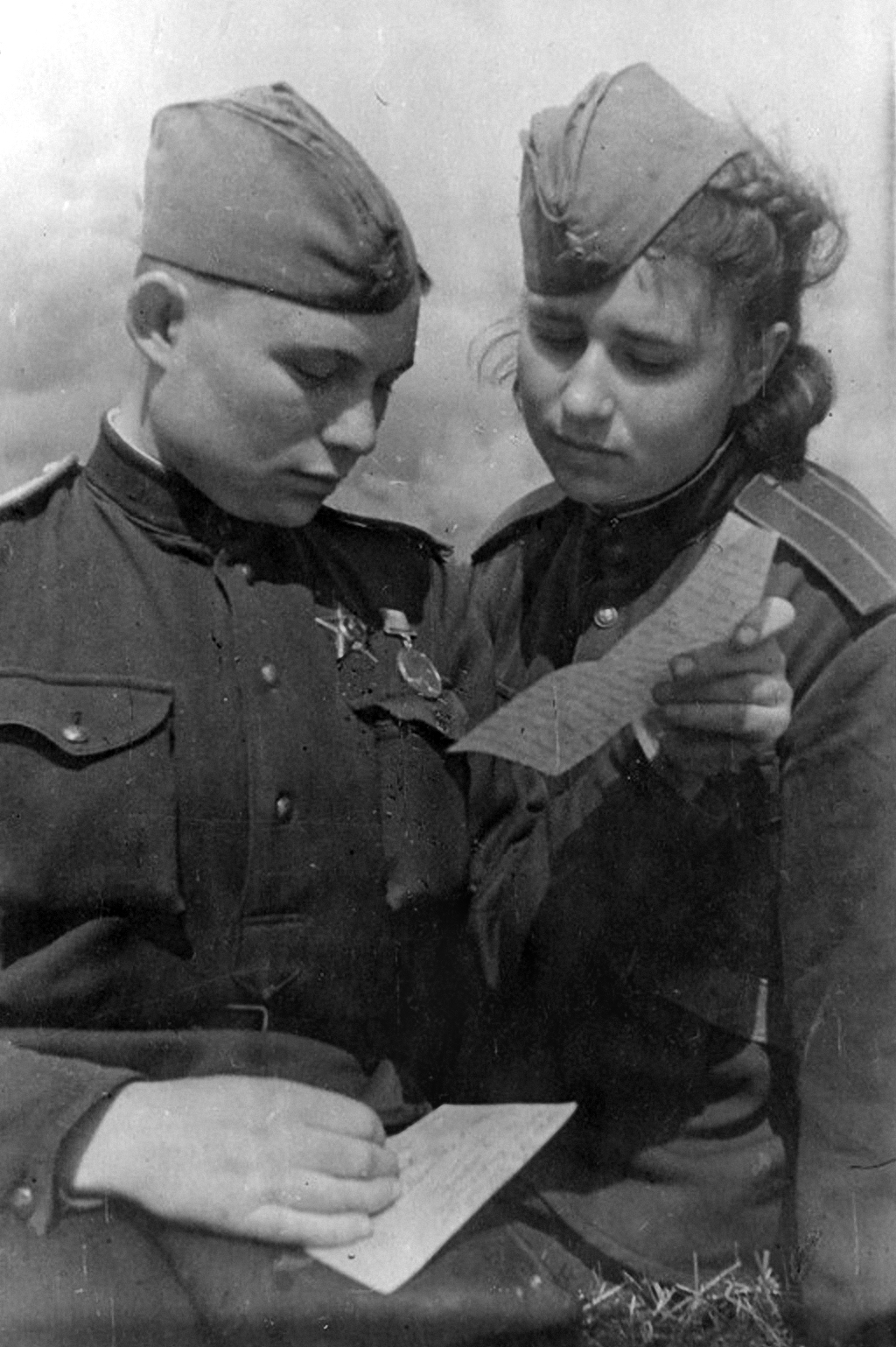
Александра Окунева (заместитель командир пулеметной роты 123-го стрелкового полка) и ее родня сестра Анастасия Акимова (зачисленная в ту же роту, что и Александра).

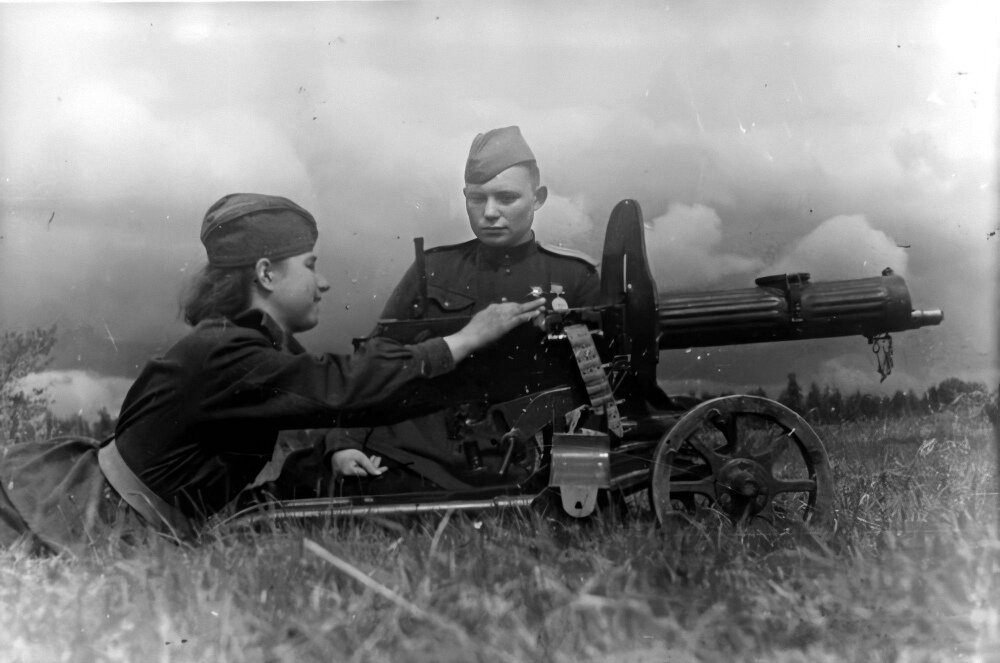
Лейтенант Александра Окунева (справа) обучает свою сестру Анастасию стрельбе из пулемета. Александра Окунева погибла в августе 1943 года.

В мае 1943 года стрелковое соединение вошло в состав 3-й резервной армии и строила оборонительный рубеж по восточному берегу реки Ресса, в районе города Юхнов Смоленской области. 11 июля выступила в Знаменский район Смоленской области.
С августа 1943 года дивизия в составе 21-й армии Западного фронта вела бои за освобождение Спас-Деменска, Ельни и Орши.
Далее формирование было передано в 33-ю армию Западного фронта и участвовала в разгроме Оршинской группировки немцев, форсировала Днепр, освобождала Белоруссию и Литву.
Дивизии как правопреемнице был передан орден Трудового Красного Знамени приказом Народного Комиссара Обороны СССР № 050, от 13 марта 1944 года, принадлежавший 62-й стрелковой Туркестанской ордена Трудового Красного Знамени дивизии.
Конец Великой Отечественной войны дивизия встретила в Чехословакии.

## Состав
- управление (командование, службы, отделы, штаб и так далее);
- 104-й стрелковый полк;
- 123-й стрелковый полк;
- 306-й стрелковый полк;
- 89-й артиллерийский полк;
- 126-й отдельный истребительно-противотанковый дивизион;
- 95-я отдельная разведывательная рота;
- 108-й отдельный сапёрный батальон;
- 424-й отдельный батальон связи (393-я отдельная рота связи);
- 33-й медико-санитарный батальон;
- 113-я отдельная рота химической защиты;
- 275-я отдельная автотранспортная рота;
- 72-я полевая хлебопекарня;
- 232-й дивизионный ветеринарный лазарет;
- 1513-я полевая почтовая станция;
- 1647-я полевая касса Госбанка;
- отдельная зенитно-пулемётная рота;
- отдельная учебно-стрелковая рота.

## В составе
- до ноября 1943 года — Западный фронт — 21-я армия — 61-й стрелковый корпус (СССР);
- до конца 1943 года Западный фронт — 33-я армия — 61-й стрелковый корпус;
- до конца войны 44-й стрелковый Краснознамённый корпус 31-й армии.

## Командование
Командиры дивизии:
- Ефремов, Василий Владимирович (15.04.1943 — 01.04.1944), генерал-майор;
- Бородкин, Порфирий Григорьевич (02.04.1944 — 07.09.1944), генерал-майор;
- Левин, Семён Самуилович (08.09.1944 — ), гвардии полковник.

Заместители командира дивизии:
- Буланов, Гавриил Алексеевич (16.05.1944 — 30.12.1944), гвардии полковник.

Начальник штаба дивизии:
- Мазин, Пётр Андреевич (15.04.1943 — ), подполковник.

Начальники политотдела дивизии:
- Салдаев, Иван Иванович (15.04.1943 — 14.10.1943), подполковник;
- Михеев, Михаил Фёдорович (14.10.1943 — ), гвардии полковник.

## Награды и наименования
- 10 марта 1944 года —  — орден Трудового Красного Знамени перешел от 62-й Туркестанской стрелковой ордена Трудового Красного Знамени дивизии[3]
- 10 июля 1944 года — Почетное наименование«Борисовская» — присвоено приказом Верховного Главнокомандующего от 10 июля 1944 года за форсирование реки Березина и отличие в боях за овладение городом Борисов.
- 12 августа 1944 года —  Орден Красного Знамени — награждена указом Президиума Верховного Совета СССР от 12 августа 1944 года за образцовое выполнение заданий командования в боях с немецкими захватчиками, за прорыв обороны немцев на реке Неман и проявленные при этом доблесть и мужество.[4]
- 19 февраля 1945 года —  Орден Кутузова II степени — награждена указом Президиума Верховного Совета СССР от 19 февраля 1945 года за образцовое выполнение заданий командования в боях при форсировании рек Дайме и Прегель и овладении городами Лабиау,Велау,Даркемен,Бенкхайм,Тройбург и проявленные при этом доблесть и мужество.[5]
- 26 апреля 1945 года —  Орден Суворова II степени — награждена указом Президиума Верховного Совета СССР от 26 апреля 1945 года за образцовое выполнение заданий командования в боях с немецкими захватчиками при овладении городом Хайлигенбайль и проявленные при этом доблесть и мужество.[6]

Награды частей дивизии:
- 104-й стрелковый орден Кутузова[7] полк
- 123-й стрелковый Краснознаменный[8]ордена Кутузова[7] полк
- 306-й стрелковый ордена Суворова[7] полк
- 89-й артиллерийский ордена Александра Невского[7] полк

## Отличившиеся воины
- Кельпш, Георгий Францевич, сержант, командир орудия 2-й батареи 89-го артиллерийского полка.
- Левин, Семён Самуилович, полковник, командир дивизии.
- Медяков, Михаил Денисович, старший сержант, командир орудия 89-го артиллерийского полка.